# Rue Colonel-Desgrées-du-Lou
La rue Colonel-Desgrée-du-Lou est une voie de Nantes, en France.

## Situation et accès
Située dans le quartier Dervallières - Zola, la rue est bitumée, ouverte à la circulation automobile. Longue de 420 mètres, elle débute sur le côté nord de la place Canclaux et aboutit au bord de la Chézine, qu'une passerelle permet de franchir et d'accéder au lycée externat des Enfants-Nantais. Dans sa partie sud-est, elle le point de départ de l'avenue des Acacias.

## Origine du nom
Elle rend honneur au colonel Xavier Desgrées du Loû (né en 1860), officier légitimiste cité en Indochine, tué le 25 septembre 1915 durant la Première Guerre mondiale à la tête du 65e régiment d'infanterie qui était alors stationné à Nantes.

## Historique
Au milieu des années 1880, le provincial de l'Ordre des Franciscains Bénigne de Janville souhaitait une réinstallation d'un couvent à Nantes, après en avoir été chassé au cours de la Révolution. Il entra en pourparlers avec l'évêque de la ville, Mgr Le Coq, qui était comme lui normand ; ce dernier accéda à la demande.
Ce sont les Frères mineurs récollets, une des branches des Franciscains avec qui ils allaient fusionner en 1897, qui édifièrent un couvent à l'angle de la rue Colonel-Desgrées-du-Lou et de la place Canclaux, sur ce qui était alors un terrain vague. Les cinq premiers religieux s'y installèrent le 18 juillet 1887.
Huit ans plus tard, en 1895, les Récollets décidèrent de bâtir une chapelle définitive pour leur couvent (jusqu'alors une chambre servait de chapelle provisoire). Les travaux de l'édifice dédié à Saint-Croix commencèrent en 1899 et s'achevèrent en 1911. Entre-temps, les religieux furent expulsés en raison de la loi de séparation des Églises et de l'État, puis des Franciscaines venues de Saint-Philbert-de-Grand-Lieu les eurent remplacés afin d'y ouvrir une clinique.
Autrefois dénommé « avenue Desgrées-du-Lou », puis « avenue de Gigant », c'est pour éviter la confusion de cette dernière dénomination avec la rue de Gigant, qu'elle fut rebaptisée de son nom actuel par délibération du conseil municipal du 14 novembre 1922,.